# Миченер, Роланд
Ро́ланд Ми́ченер (англ. Roland Michener, 19 апреля 1900 — 6 августа 1991, Торонто) — канадский политик, королевский адвокат. Депутат в Палате общин Канады под знамёнами Прогрессивно-консервативной партии с 1953 по 1962 и двадцатый генерал-губернатор Канады с 1967 по 1974.
Миченер родился 19 апреля 1900 года. Получил образование в Альберте. В 1917 году служил в Королевских ВВС (до 1924 года не было отдельного подразделения ВВС в Канаде). Получил высшее образование и поступил в Оксфордский университет, где получил степень магистра, а также активно занимался спортом, играя в хоккей. Впоследствии Миченер вернулся в Канаду и работал юристом. В 1957 году был избран в Палату общин и в 1962 стал спикером этой ступени парламента. С 1964 по 1967 работал в разных дипломатических представительствах. В тот же год королевой Елизаветой II был назначен генерал-губернатором Канады по рекомендации премьер-министра Лестера Пирсона. Он был генерал-губернатором вплоть до 1974 года, пока королева не назначила нового вице-короля.
15 октября 1962 Миченер был приведён к присяге в Тайный совет Королевы для Канады; в связи с этим он получил соответствующий титул: Почётный, однако, будучи генерал-губернатором, Миченер получил высшую форму обращения пожизненно: Почётный, достопочтенный. Умер 6 августа 1991 года, находясь на должности канцлера Университета Куинс в Кингстоне.

## Молодость
Родился в Лакоме (провинция Альберта). Мать — Мэри Роланд; отец — Эдвард Миченер, впоследствии известный политик, лидер оппозиции в Законодательном собрании Альберты, сенатор. Учился в Альбертском университете, где получил степень бакалавра искусств и в Оксфордском университете. Там он играл за хоккейный клуб Оксфордского университета; там же познакомился с будущим премьер-министром Канады Лестером Пирсоном, который впоследствии сыграет важную роль в назначении Миченера. После окончания он получил степень бакалавра по гражданскому праву и вернулся в Канаду, поселивший в Торонто. Позже он стал членом Исполнительного совета Онтарио; заседал председателем Королевской комиссии в Манитобе по местному самоуправлению.
26 февраля 1927 года Миченер женился на Норе Уиллис; у пары было рождено трое дочерей.

## Политическая карьера
Миченер участвовал во Всеобщих выборах Онтарио в 1943 году под эгидой партии «Прогрессивных консерваторов», однако он проиграл гонку Уильяму Деннисону из партии «Кооперативное Содружество Федерации». Минечер повторил попытку на этот раз в 1945 году и одержал победу, получив место в Законодательном собрании. Впоследствии он был назначен вице-губернатором Альберты по рекомендации премьер-министра. Позже он занял должность губернского секретаря в провинции Онтарио; в его задачи входило оформление повесток дня и прочей рутинной работы. В 1948 он снова одержал победу в провинциальных выборах, однако, решил выйти на федеральный уровень.
В 1949 Миченер предпринял первую попытку попасть в Палату общин, но, как и в первых провинциальных выборах, проиграл. Он оставался вне общественности до 1953 года, когда он наконец занял место в Палате общин. Хотя Мичинеру не предлагалось войти в состав Кабинета премьер-министра, он был назначен спикером Палаты общин.
На федеральных выборах 1963 года победу одержала партия старого друга Миченера — Лестера Пирсона, в результате чего, он стал премьер-министром. Спустя всего один год Лестер просит Жоржа Ванье назначить Миченера Верховным комиссаром в Индии; он проработал на этом дипломатическом посту 6 месяцев (с 9 июля 1964 год). Лестер уверял Миченера, что тот будет считаться одним из главных кандидатов на пост генерал-губернатора, когда вернётся в Канаду. Из-за ухудшающегося здоровье Жорж Ванье покинул пост вице-короля и порекомендовал Елизавете II на свою должность Роланда. 5 марта Ванье скончался в Ридо-холл; после смерти временным руководителем администрации королевы в Канаде стал главный судья Робер Ташро Канады.

## Генерал-губернатор Канады
29 марта 1967 Миченер получил приказ о незамедлительном возвращении в Канаду, так как королева Елизавета II Большой печатью назначила его генерал-губернатором по последней просьбе Жоржа. Пол Мартин-старший высказывался о назначение следующим образом: «Я не думаю, что кто-то внутри или за пределами страны подходил лучше, чем Миченер… Люди просто чувствовали, что это удачное назначение». Он был приведён к присяге 17 апреля в Сенате.
Спешка на этом не закончилась. Через десять дней после вступления на должность представителя короны в Канаде, ему предстояло официально открыть Всемирную выставку Экспо—67 в Монреале. На ярмарку должны были приехать лидеры 53 государств, а также многочисленные высокопоставленные лица. Согласно дипломатическому протоколу, Мичинер, как генерал-губернатор, обязан был встретить каждого и провести дипломатические переговоры. Среди гостей были: президент США Линдон Джонсон, Грейс Келли, Жаклин Кеннеди, Хайле Селассие и президент Франции Шарль Де Голь и другие.
1 июля 1967 года был создан Орден Канады, и Миченер стал первым его обладателем. После более позднего визита в Лондон он вручил знак отличия королеве Елизавете II. Аналогично, 1 июля 1972 был создан канадский орден «За военные заслуги», и Миченер стал первым его обладателем.
Миченер стал первым генерал-губернатором, посетившим Тринидад и Тобаго от своего лица, а не от лица Георга VI и Елизаветы II, как это было ранее. В октябре Роланд отправился в Иран для участия в праздновании 2500-летия персидской Империи. Перед поездкой в высших кругах возникли разногласия, однако, после успешного визита такие поездки стали практиковать и другие страны Содружества.

### Наследие
Миченер в роли генерал-губернатора основал две награды, которые впоследствии будут вручены многим известным канадцам: отражая свой интерес к рыбалке, он создал трофей «Michener Tuna»; для демонстрации своих прочных отношений со многими журналистами он основал свою награду «За журналистику». Мичинер также известен тем, что стал вторым канадцем за всю историю, которым когда-либо была вручёна Королевская Викторианская цепь лично королевой Елизаветой II за долгую службу.

## Дальнейшая жизнь
После пребывания на посту генерал-губернатора Миченер и его жена переехали в Торонто. Он входил в совет директоров благотворительных и культурных организаций, с 1973 по 1980 год находился на посту канцлера Университета Куинс в Кингстоне. В качестве примера для подражания, в возрасте 80 лет, он поднялся на вершину горы Мичинер.
В 1980-х он стал присматривать за своей женой, после того как она заболела альцгеймером. Она умерла 12 января 1987 года в Торонто, а сам Мичинел − 6 августа 1991.